# The Grocery Clerk
The Grocery Clerk er en amerikansk stumfilm fra 1919 af Larry Semon.

## Medvirkende
- Larry Semon
- Lucille Carlisle
- Monty Banks
- Frank Hayes
- Frank Alexander